# Xenasmataceae
Xenasmataceae es una familia de hongos perteneciente al orden Polyporales.
La familia fue descrita en 1966 por el micólogo alemán Franz Oberwinkler con Xenasma como género tipo.